# Muri-Amthof

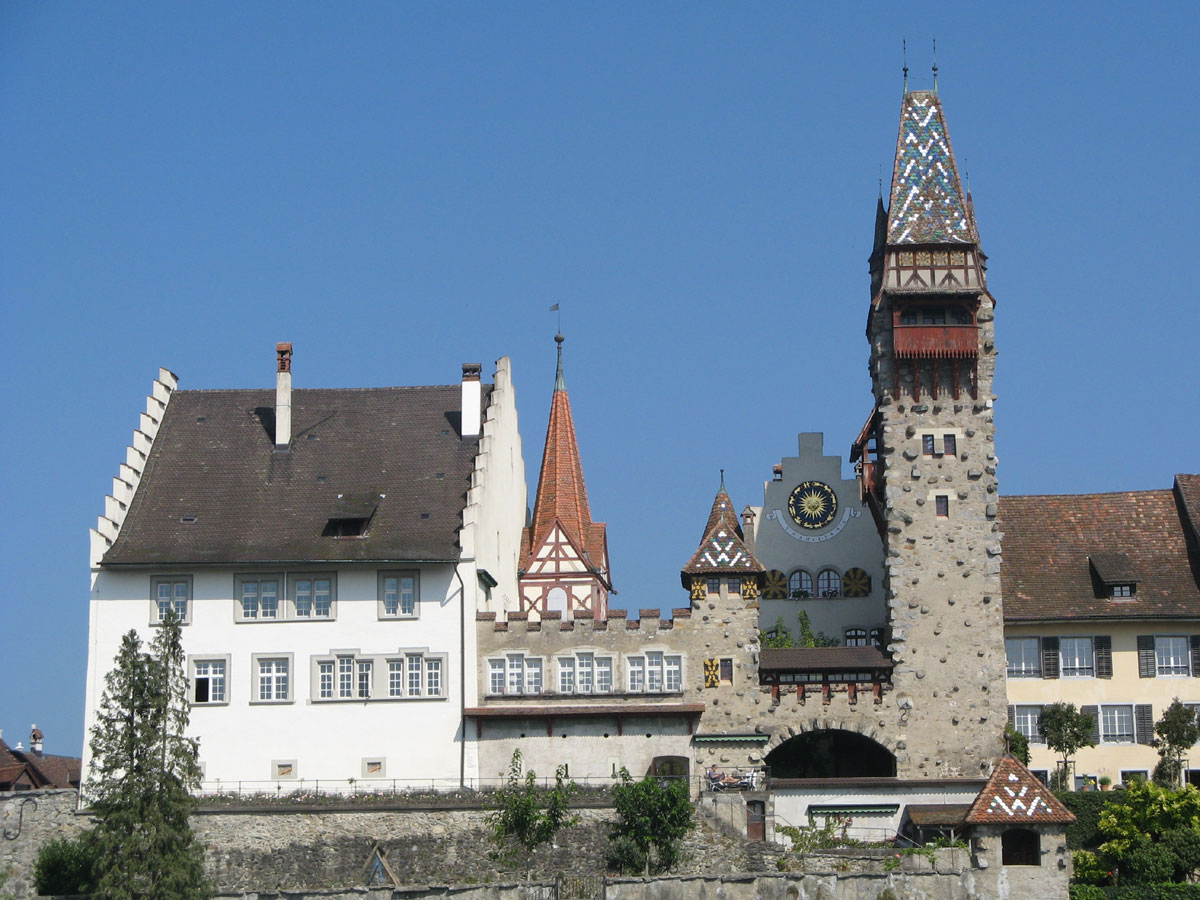
Der Muri-Amthof von der Reuss her gesehen

Der Muri-Amthof ist ein markantes Gebäude in Bremgarten im Kanton Aargau in der Schweiz. Es handelt sich hierbei um das ehemalige Amthaus des Klosters Muri. Das Bauwerk an der Antonigasse bildet den Kopfbau der Südostecke der Oberstadt Bremgartens und setzt den architektonischen Hauptakzent an der Reussfront. Der ehemalige Amthof ist seit 1838 im privaten Besitz und steht unter Denkmalschutz. Er ist auch ein Kulturgut von nationaler Bedeutung.

## Geschichte
Erstmals wird ein Gebäude des Klosters Muri in Bremgarten im Jahr 1367 erwähnt, es handelte sich hierbei aber um ein anderes Gebäude. Das Kloster wurde im Jahr 1397 von allen Steuern und sonstigen Verpflichtungen befreit, die ihm aus dem Kauf oder Neubau von Häusern innerhalb des Stadtbannes erwachsen würden. In der Folge erwarb das Kloster 1399 von Kunzmann von Seengen eine Hofstatt mit Umschwung am Ufer der Reuss: „Die hofstatt ze bremgarten in der Statt an der swinmergt gelegen mit der hofstatt davor, mit der hoffstatt daneben und der halden dahinter“. Kurz darauf entstand auf dem Gelände das erste Amthaus, das den Amtleuten des Klosters Muri als Verwaltungssitz und seinen Äbten als städtisches Absteigequartier diente.
Das erste Amthaus an dieser Stelle entstand im frühen 15. Jahrhundert. Abt Laurentius von Heidegg liess es jedoch zwischen 1546 und 1548 durch einen Neubau ersetzen. Die Zehntenscheune entstand 1575. An den östlichen Giebelfront des Amthofes errichteten Steinmetzmeister Hans Dub aus Luzern und der Maurermeister Melchior Bratmann aus Bremgarten zwischen 1580 und 1584 eine Eingangshalle samt Schneggen, im Auftrag des Abtes Hieronymus Frey. Zwischen 1640 und 1641 liess Abt Johann Jodok Singisen Maurermeister Jakob Martin den Schneggen um ein Stockwerk erhöhen, wodurch der Chor der Hauskapelle geschaffen wurde. Der päpstliche Gesandte Hieronymus Farnese weihte den Kapellenraum am 6. Oktober 1640, noch während der Bauarbeiten, zu Ehren der Muttergottes und der Heiligen Johannes des Evangelisten und Jodokus. Die Ausmalung der Kapelle erfolgte erst 1641/42 durch den Maler Hans Michael Lüpner. Dieser fasste auch das Altarretabel farbig ein, das 1642 von der Werkstatt des Luzerner Bildhauers Niklaus Geisler geschaffen worden war.
Im Jahr 1688 erneuerte Maurermeister Heinrich Schmied den Torbogen und die Hofmauer. 1767 schuf Hafnermeister Leonz Küchler einen Turmofen. Der Garten an der Reusshalde wurde 1778 vergrössert und auf drei untermauerten Terrassen neu angelegt. Die Hauskapelle unterzog man 1779 einer Renovation, die Renovierung und Vergrößerung der Zehntenscheune folgte 1780/81. Im Jahr 1838 verkaufte der vom Kanton eingesetzte Verwalter Rudolf Lindenmann den Amthof; er befindet sich seit 1870 im Besitz der Familie Meyer-Weidmann. Diese liess zwischen 1899 und 1901 unter der Leitung des Architekten Richard Michel aus Frankfurt an der Oder eine Gesamtrenovierung am Gebäudekomplex vornehmen. Dabei wurde die Zehntenscheune stark umgebaut.

## Gebäude
Das Hauptgebäude ist im spätgotischen Stil gehalten. Es handelt sich um einen zweigeschossigen Mauerbau, der auf einem fast ebenerdigen Kellergeschoss, denn Zehntenkeller, ruht. Das steile Dach wird von zwei längsseitigen Treppengiebeln abgeschlossen. An der ostseitigen Giebelfront ist der polygonale Schneggenturm angebaut. Auf diesem befindet sich der würfelförmige Fachwerkaufbau des Chors der Hauskapelle, der mit einem Spitzhelm versehen ist.
Ostseitig des Haupthauses ist im Jahr 1900 ein neugotischer Wintergarten angebaut worden. Dieser befindet sich über einer aus dem Mittelalter stammenden, 10 Meter langen Wehrmauer mit zwei Schießscharten. Die 1900 stark umgebaute und verkleinerte Zehntenscheune befindet sich in der Nordwestecke des Grundstücks. Der nun fast quadratische Bau besitzt einen hohen Staffelgiebel. Der markante, wehrbauartige Aussichtsturm und das Tor entstanden ebenfalls im Jahr 1900 und sind im Stil des Historismus gehalten.
Die Hauskapelle konnte ihr ursprüngliches Aussehen von 1640/41 bewahren und gilt als Kleinod. Allerdings ist sie nicht öffentlich zugänglich. Der Altar aus dem Jahr 1642 entstammt der Werkstatt des Luzerner Bildschnitzers Nikolaus Geisler. Er ist ausgestattet mit den Figuren der Altarpatrone Maria, Johannes Evangelist und Jodokus. Im Giebel des Altars befinden sich der Gottvater und die Taube des Heiligen Geistes.